# Karl Theodor von Dalberg
Karl Theodor Anton Maria Reichsfreiherr von und zu Dalberg ( Mannheim, 1744. február 8. – Regensburg, 1817. február 20.) 1802 és 1806 között választófejedelem és a Német-római Birodalom főkancellárja, majd 1813-ig a Rajnai Szövetség hercegprímása.

## Élete

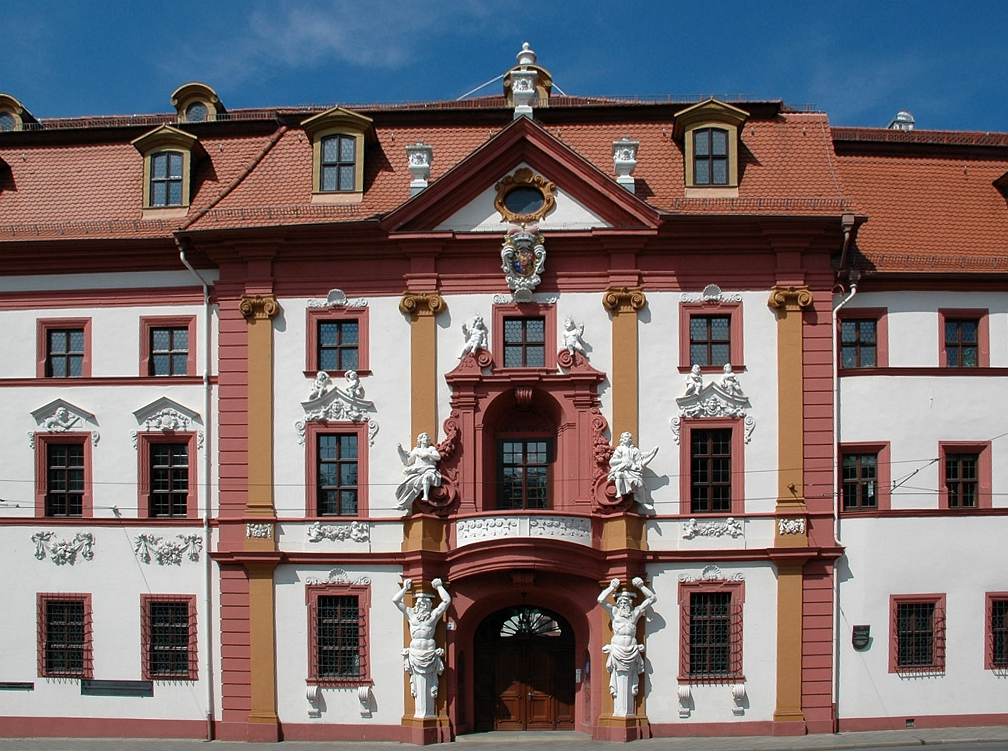
A helytartó székhélye Erfurtban

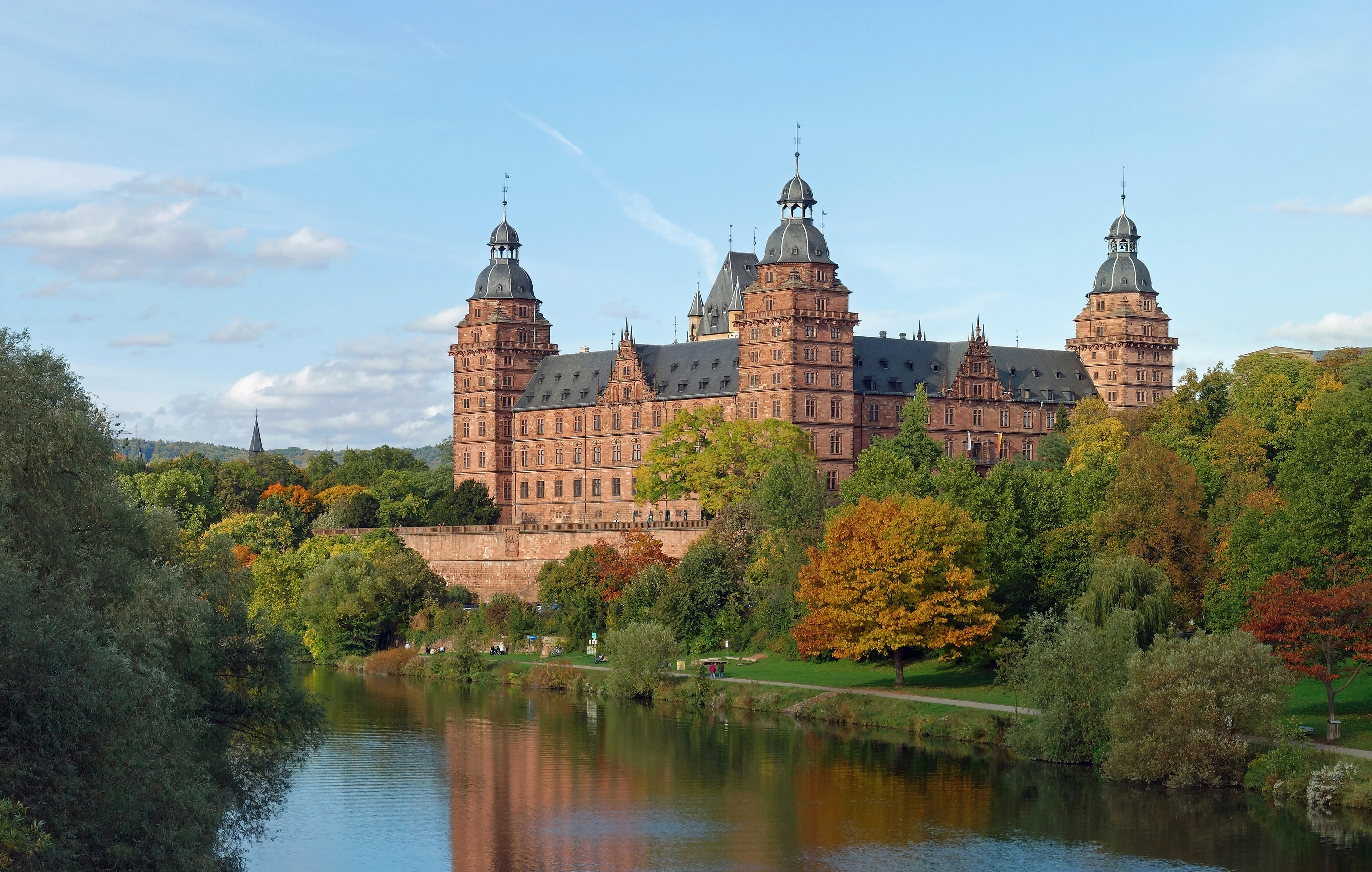
1792-től az aschaffenburgi kastély a mainzi választófejedelem rezidenciája volt

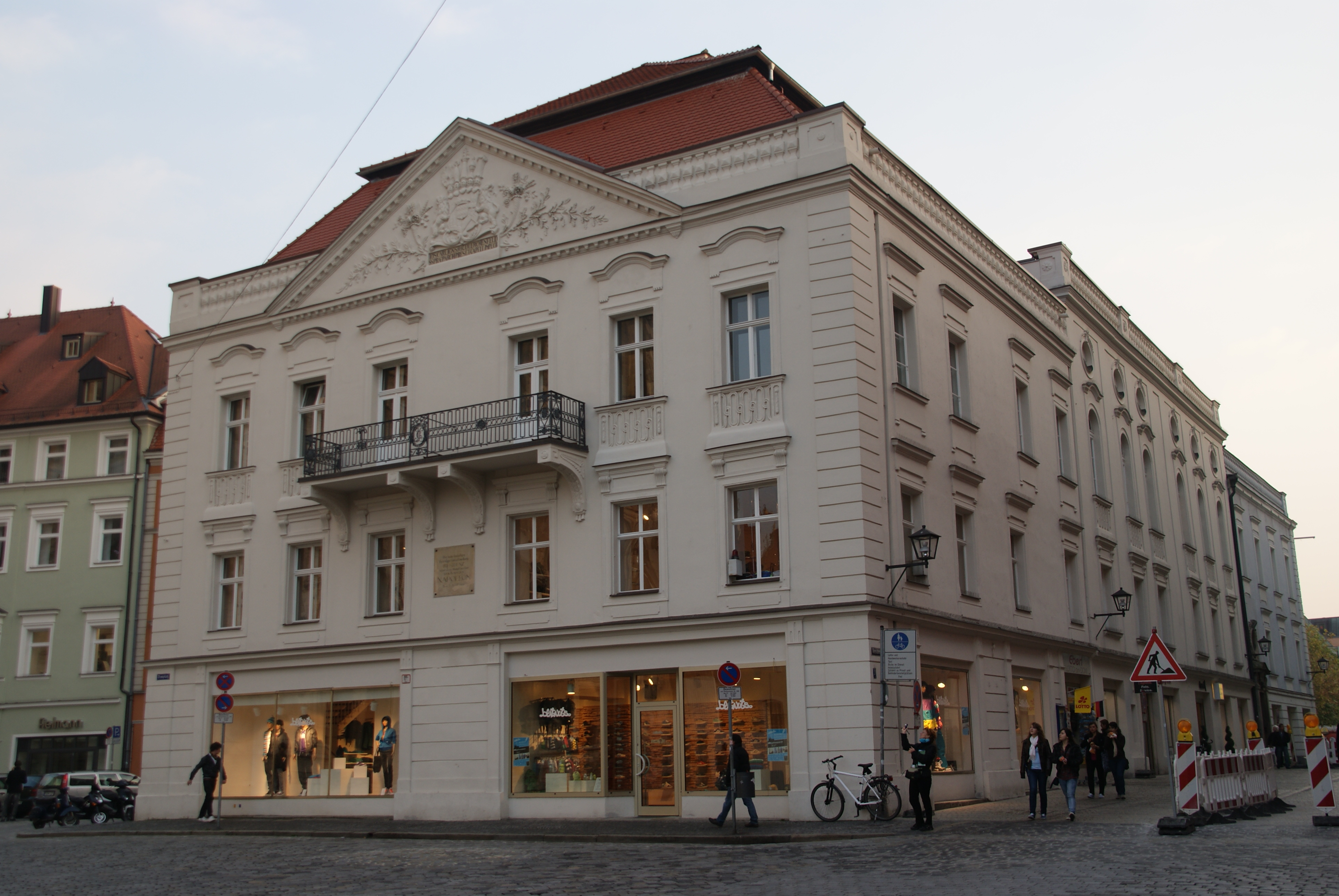
A rezidencia Regensburgban

1772-ben a mainzi helytartó Erfurtban lett.
Jó viszonyban volt az Anna Amália weimari udvarával.
1787-től 1802-ig mainzi koadjutor volt.
1787. november 11-én szentelték pappá Bambergben.
1788. március 10-én VI. Piusz pápa kilikiai tarsusi címzetes érsekké nevezte ki, 1788. augusztus 31-én pedig püspökké szentelték Aschaffenburgban.
1789-ben a Leopoldina Német Természettudományos Akadémia tagjává választották.
1808-ban Károly Tivadar megalapította Aschaffenburgban a Károly Egyetemet, amelynek rektora is volt. 
1813 októberében menekült Konstanz keresztül Svájcba. 1814 márciusától Regensburgban élt és csak a püspöki szolgálatának szentelte magát.

## Fordítás
- Ez a szócikk részben vagy egészben  a   Karl Theodor von Dalberg című német Wikipédia-szócikk fordításán alapul.  Az eredeti cikk szerkesztőit annak laptörténete sorolja fel. Ez a jelzés csupán a megfogalmazás eredetét és a szerzői jogokat jelzi, nem szolgál a cikkben szereplő információk forrásmegjelöléseként.